# Landeck-Zams
Landeck-Zams – stacja kolejowa w Landeck, w kraju związkowym Tyrol, w Austrii. Znajdują się tu 3 perony.

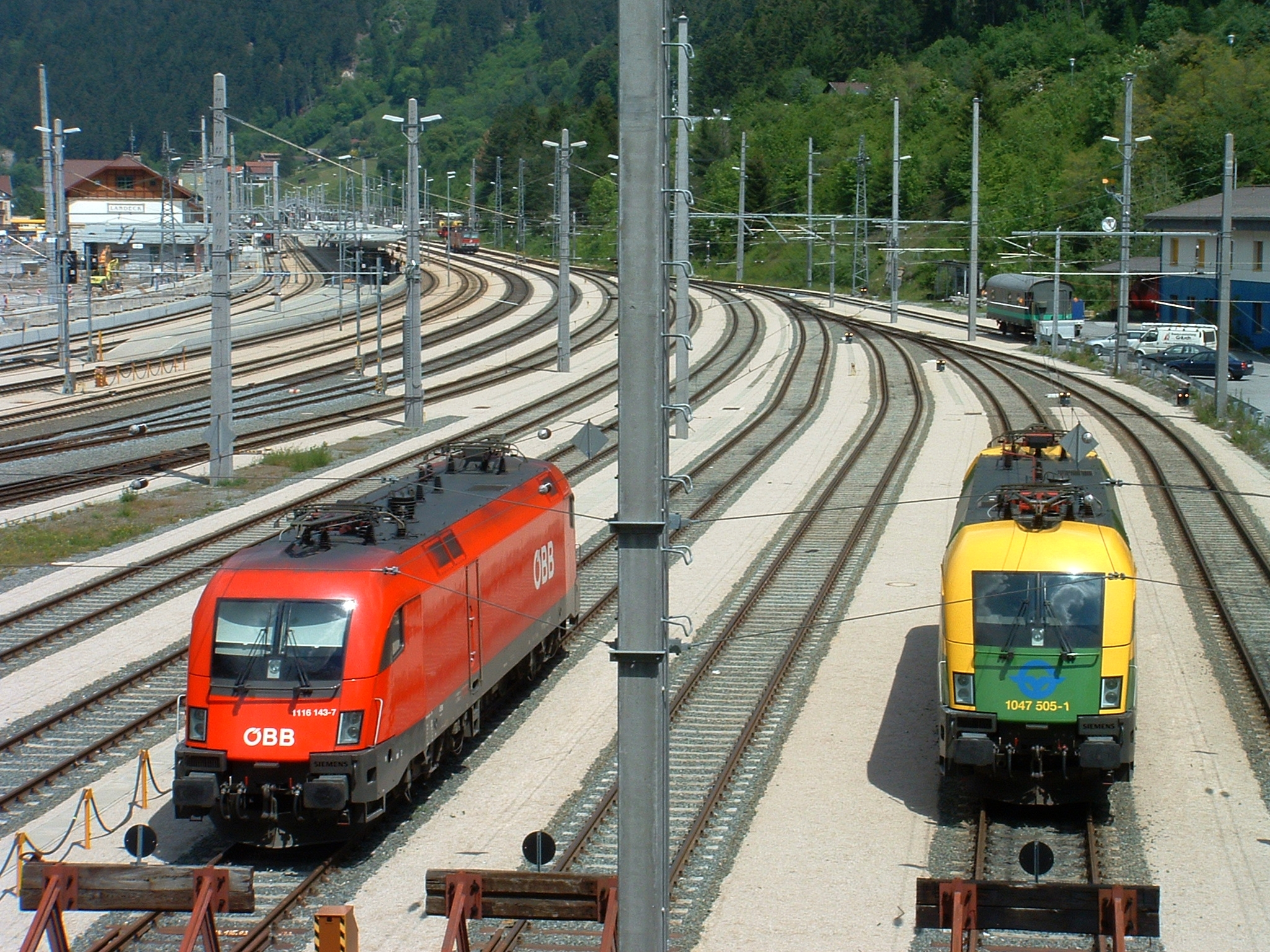
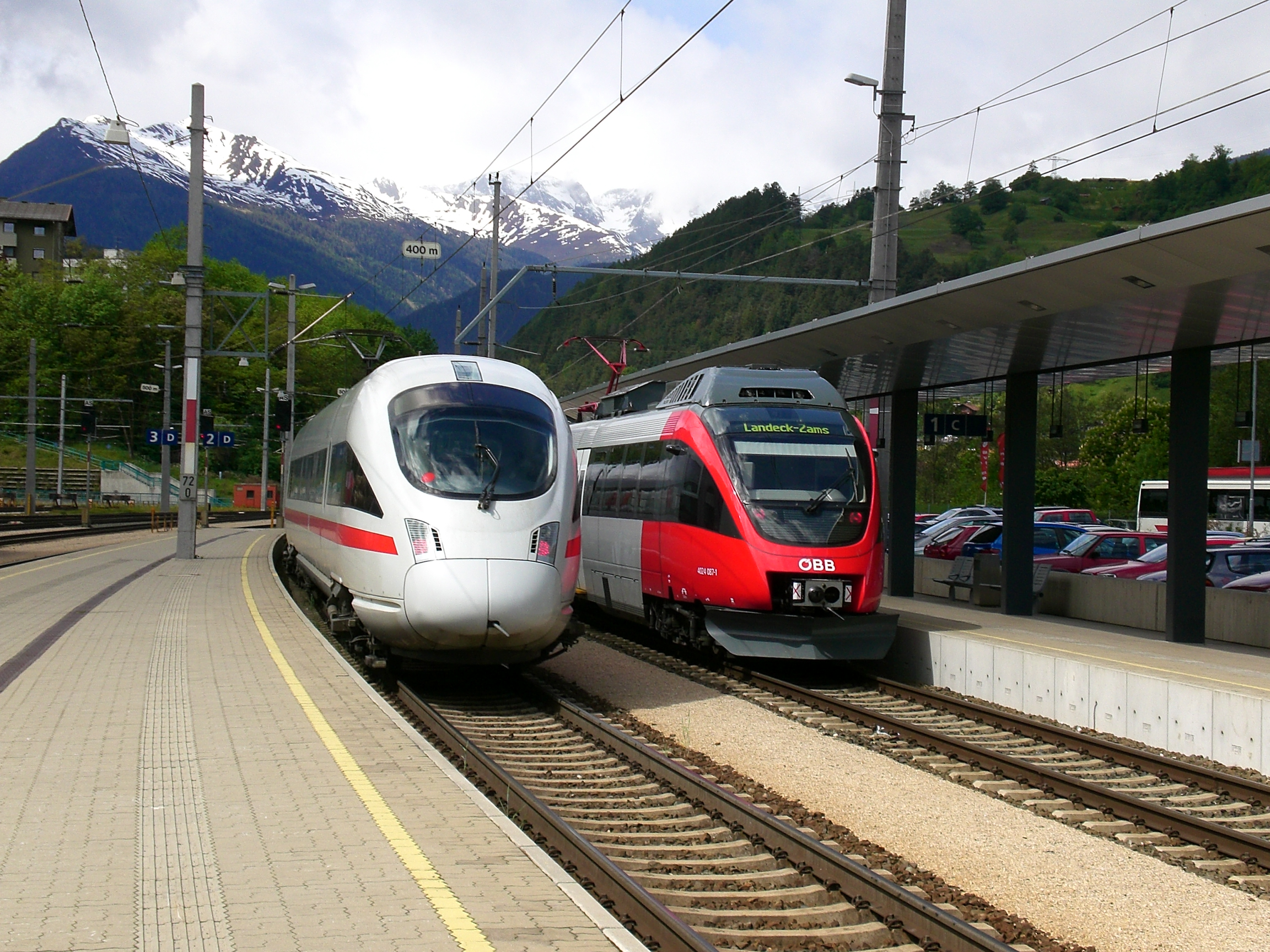
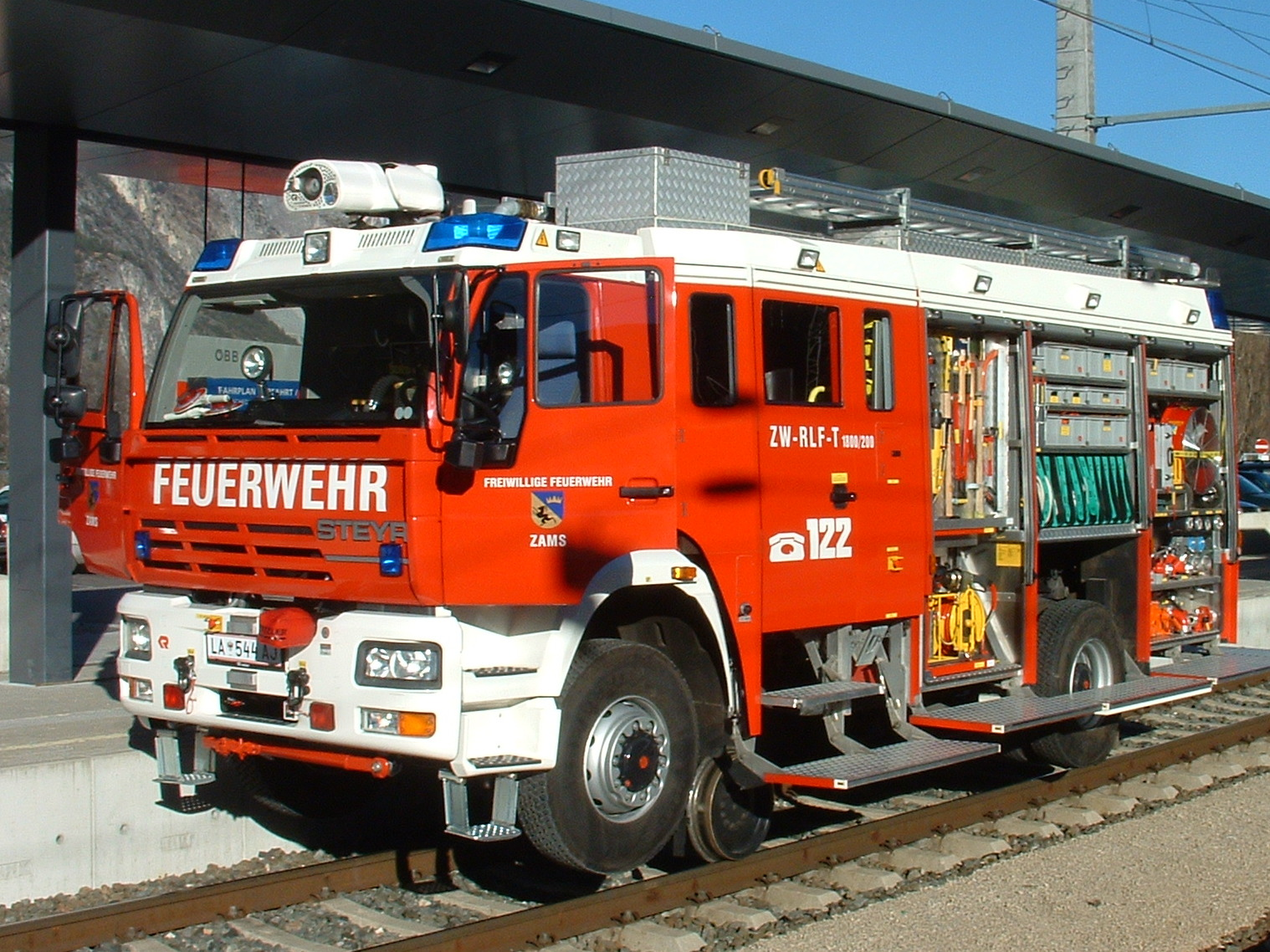